# ELAS

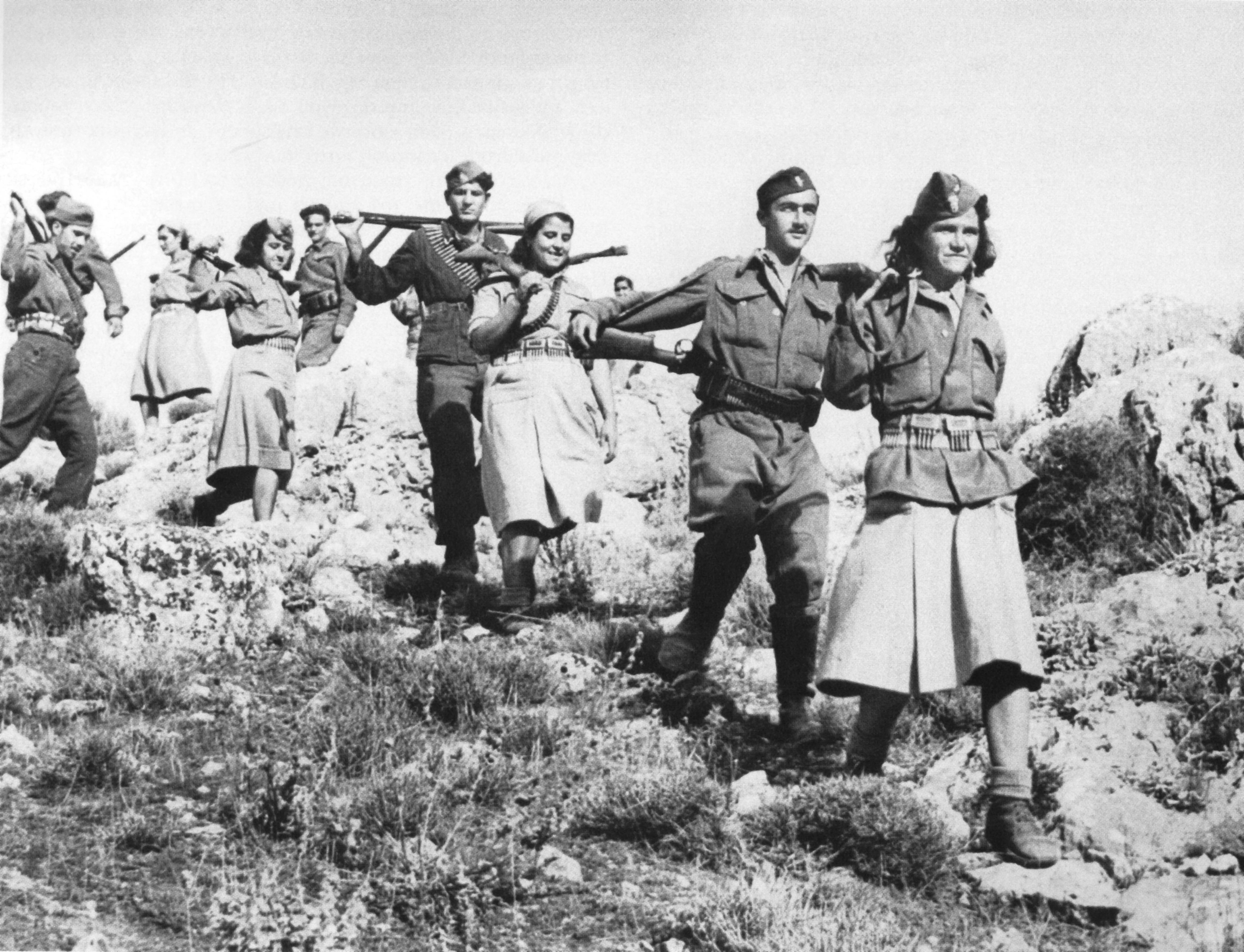
ELAS-Partisanen im Parnitha-Gebirge

Die Griechische Volksbefreiungsarmee, zumeist bekannt unter ihrem Akronym ELAS (Ethnikós Laikós Apelevtherotikós Stratós; griechisch ΕΛΑΣ, Εθνικός Λαϊκός Απελευθερωτικός Στρατός), war der militärische Arm der Nationalen Befreiungsfront (EAM).

## Geschichte
Die ELAS führte während des Zweiten Weltkriegs unter dem Kommando des kommunistischen Widerstandskämpfers Aris Velouchiotis einen erbitterten Partisanenkampf gegen die deutschen Besatzungstruppen und deren italienische und bulgarische Kollaborateure.
Im Dezember 1941 beschloss das Zentralkomitee der am 27. September 1941 gebildeten EAM die Gründung der Griechischen Volksbefreiungsarmee. Mitte 1942 nahmen die Partisanen der ELAS den bewaffneten Kampf auf. Die ELAS entwickelte sich danach zur stärksten militärischen Kraft im griechischen Widerstandskampf.
Am 5. Juli 1943 wurde die ELAS vom britischen Hauptquartier Nahost als verbündete Armee anerkannt. Sie fügte den Besatzungstruppen erhebliche Verluste an Menschen und Material zu. Zu diesem Zeitpunkt hielt es die deutsche Führung noch für möglich, die Befreiungsbewegung militärisch „nach Zuführung der vorgesehenen deutschen Truppen“ zu zerschlagen. Insgesamt acht Divisionen sowie Spezialeinheiten im Umfang von acht Bataillonen wurden 1943 nach Griechenland verlegt. Am 1. Mai 1944 hatte sich die Zahl der deutschen Soldaten gegenüber 1942 zwar mehr als verdoppelt, aber Generaloberst Löhr musste trotzdem erklären, dass es nie gelingen werde, die ELAS „restlos zu vernichten und den Raum zu befreien“. Durch Terror sollte sie aber so geschwächt werden, dass im Fall einer Invasion die Hauptverkehrswege eine gewisse Zeit lang offen gehalten werden konnten. Im Juli beherrschten die deutschen Truppen nach eigener Einschätzung „kein größeres zusammenhängendes Gebiet mehr“. Am 26. August 1944 befahl Hitler die Räumung Süd- und Mittelgriechenlands.
1943 wurde auch eine kleine Nationale Volksbefreiungsmarine unter dem Namen ELAN (Ellinikó Laikó Apelevtherotikó Navtikó, griechisch Ελληνικό Λαϊκό Απελευθερωτικό Ναυτικό) gegründet.
Die ELAS verübte teilweise auch Aktionen gegen die eigenen Landsleute und wurde in der Nachkriegszeit von der regierenden Rechten als kommunistischer Terrorverband dargestellt. Dabei vertraten sowohl EAM als auch ELAS ein breites Spektrum der linken Bewegung, mit Linksdemokraten wie z. B. Stefanos Sarafis, Stalinisten wie Nikolaos Zachariadis sowie einem sehr starken nichtstalinistischen kommunistischen Flügel um Aris Velouchiotis, Georgios Siantos und Andreas Tzimas.
Als die ehemals linksliberale und sozialistische Widerstandsbewegung EDES von Komninos Pyromaglou und General Nikolaos Plastiras unter der Führung von Napoleon Zervas mehr und mehr zu einem Sammelbecken royalistischer und nationalkonservativ-faschistischer Kräfte wurde, die auch vor Kollaboration mit den Deutschen nicht zurückschreckten, kam es im Winter des Jahres 1943 zum Konflikt und Abbruch der Beziehungen zwischen den beiden Widerstandsbewegungen.
Der ELAS hatten sich bis September 1944 ca. 120.000 Kämpfer angeschlossen, zu der auch Angehörige der in Griechenland eingesetzten deutschen Strafdivision 999 überliefen, die u. a. aus ehemaligen politischen Häftlingen gebildet worden war, wie Wolfgang Abendroth, Ludwig Gehm und Kurt Lohberger. Auch Falk Harnack, zuvor Mitglied des bekannten Widerstandskreises Weiße Rose, kämpfte ab Winter 1943 in den Reihen der ELAS. Die italienischen Besatzungstruppen hegten zum Teil tiefe Sympathien mit dem griechischen Partisanenkampf und liefen nach dem Waffenstillstand von Cassibile vielerorts als geschlossene Kampfverbände zur ELAS über.
Nach der Kapitulation der italienischen und bulgarischen Besatzungstruppen und dem Rückzug der deutschen Wehrmacht im Oktober 1944 wandten sich EAM und ELAS gegen die von Großbritannien verfolgte Rückkehr des nach der Okkupation der Achsenmächte exilierten Königs Georg II. auf den Thron, vor allem aber gegen die mögliche Restauration des autoritären, antidemokratischen Regimes des bereits 1941 verstorbenen Generals Ioannis Metaxas. Aufgrund des Moskauer Geheimabkommens zwischen den Regierungen Churchills und Stalins gehörte Griechenland zur britischen Einflusssphäre. Die konservative britische Regierung fürchtete die Errichtung einer griechischen Volksrepublik und verfolgte daher einen unversöhnlichen Konfrontationskurs gegen EAM und ELAS, um ihren Machtanspruch in Griechenland durchzusetzen. Das führte Ende 1944 zu bewaffneten Auseinandersetzungen, die in der sogenannten Schlacht um Athen ausgetragen wurden. Nach militärischer Intervention Großbritanniens am 5. Dezember 1944 sollte die ELAS entsprechend dem Abkommen von Varkiza vom 12. Februar 1945 entwaffnet und demobilisiert werden. Dies geschah nicht vollständig, und die Demokratische Armee Griechenlands (DSE) setzte als rein kommunistischer Nachfolger der ELAS den Bürgerkrieg gegen die Regierung noch bis zu ihrer endgültigen Niederlage 1949 fort.
Während des von 1946 bis 1949 ausgetragenen Griechischen Bürgerkrieges mussten viele der demobilisierten ELAS-Kommandeure mit ihren Familien das Land verlassen, um den einsetzenden Verfolgungen zu entgehen, denen dennoch zahlreiche ELAS-Angehörige mit Billigung der Westalliierten zum Opfer fielen. Sie fanden Aufnahme in Bulgarien und Rumänien, aber auch in Polen. Viele von ihnen, darunter mehr als 1.100 Kinder, zogen nach 1949 in die neu gegründete DDR.
Bis heute bildet der Widerstandskampf der ELAS einen Identifikationsfaktor der Kommunistischen Partei Griechenlands (KKE), die sich als Vorkämpfer für die Anerkennung der Leistungen der ehemaligen Partisanen versteht.